# Winikon
Winikon (toponimo tedesco) è una frazione di 814 abitanti del comune svizzero di Triengen, nel distretto di Sursee (Canton Lucerna).

## Geografia fisica
Winikon si trova sul versante occidentale della valle della Suhre.

## Storia

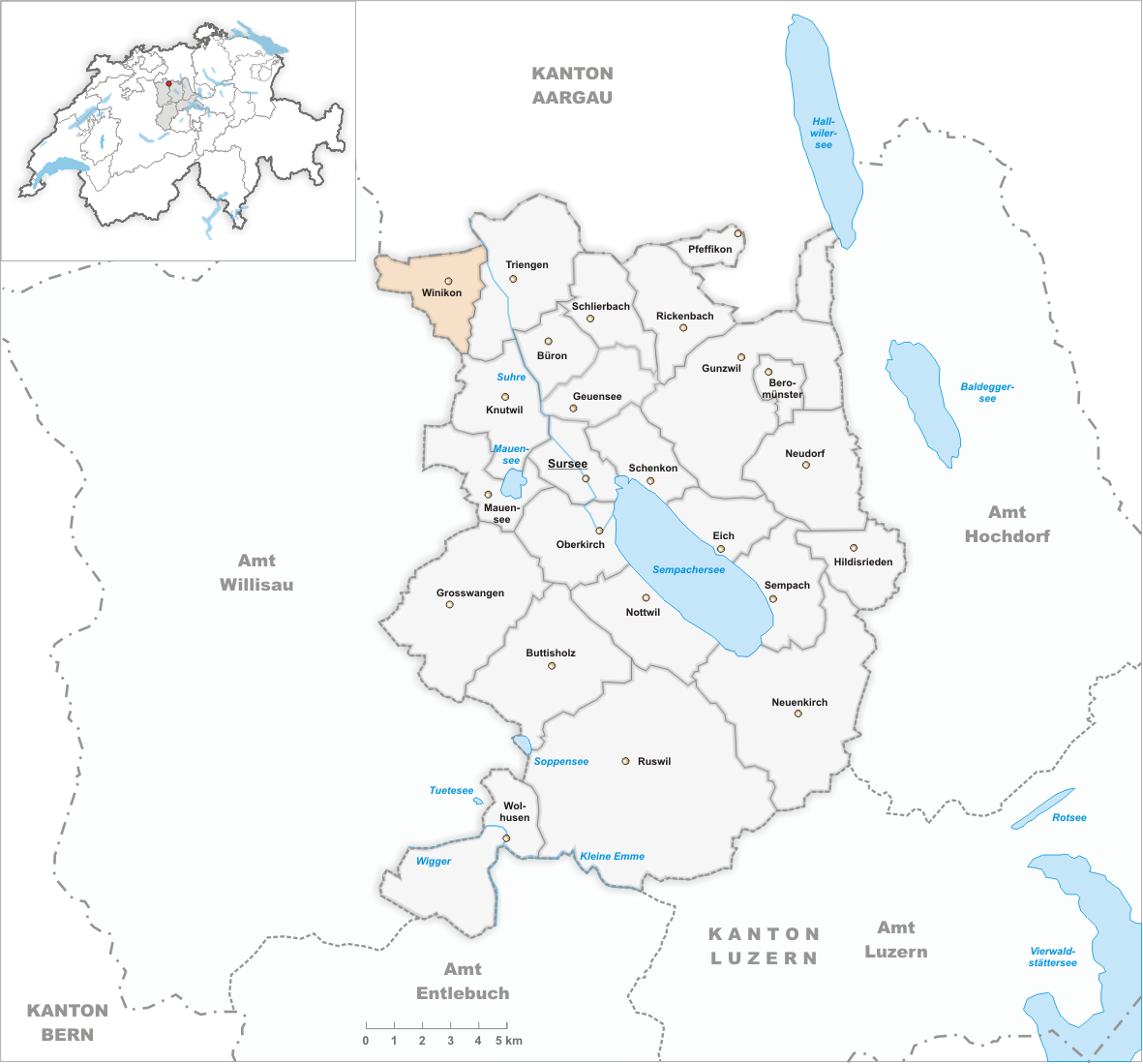
Il territorio del comune di Winikon prima degli accorpamenti comunali del 2009

Già comune autonomo che si estendeva per 7,57 km², il 1º gennaio 2009 è stato aggregato a quello di Triengen.

## Monumenti e luoghi d'interesse
- Chiesa parrocchiale cattolica di Santa Maria Assunta, attestata dal XII secolo e ricostruita nel 1702[2].

## Società

### Evoluzione demografica
L'evoluzione demografica è riportata nella seguente tabella:
Abitanti censiti

## Economia
L'economia locale si basa prevalentemente sull'agricoltura e sull'artigianto.

## Infrastrutture e trasporti

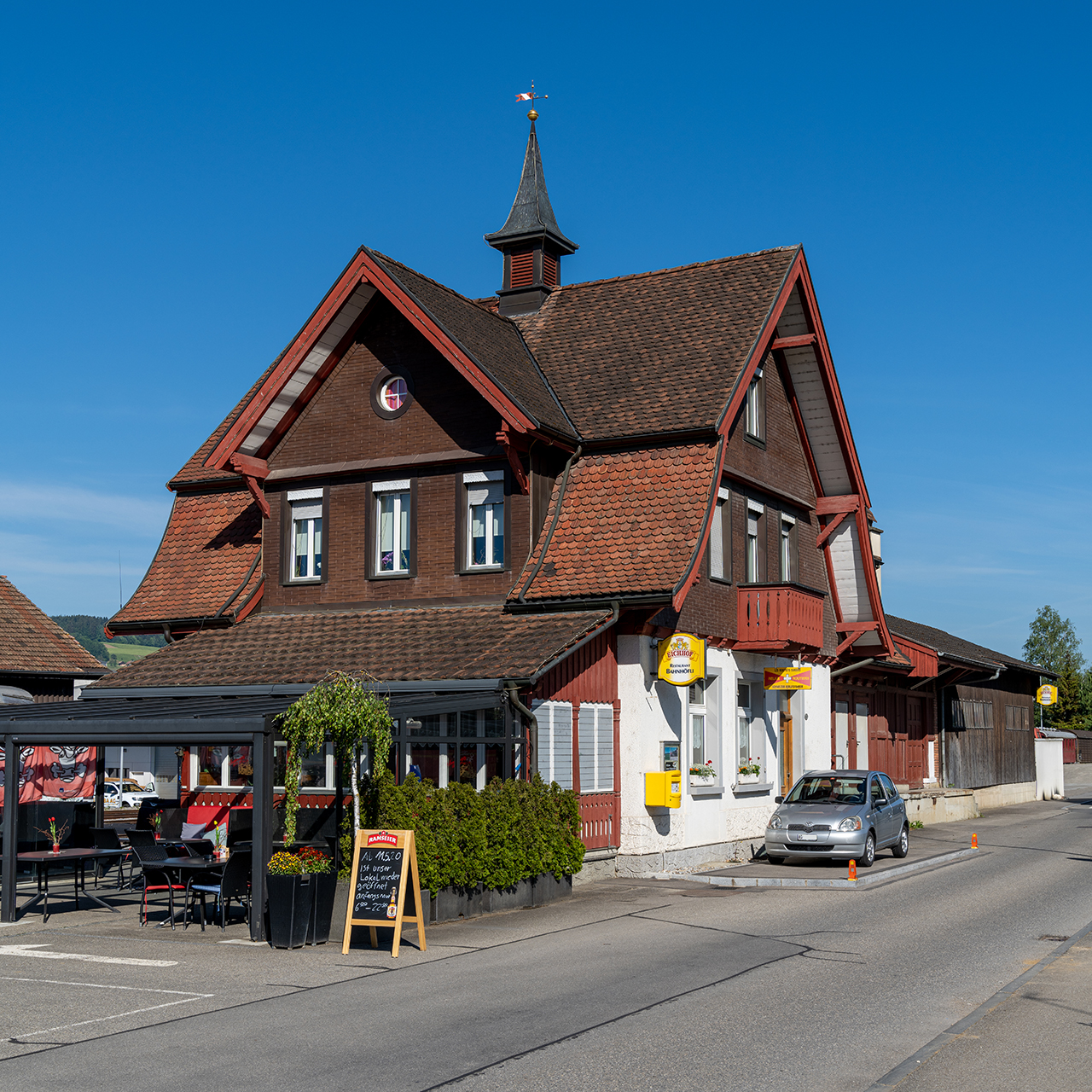
La stazione di Triengen-Winikon

Winikon è servito dalla stazione di Triengen-Winikon, capolinea della ferrovia Sursee-Triengen.